# تئودوروس پانگالوس (ژنرال)
تئودوروس پانگالوس (انگلیسی: Theodoros Pangalos؛ ۱۱ ژانویهٔ ۱۸۷۸ – ۲۶ فوریهٔ ۱۹۵۲) یک سیاست‌مدار اهل یونان بود.